# Saint-Gilles-de-la-Neuville
Saint-Gilles-de-la-Neuville é uma comuna francesa na região administrativa da Normandia, no departamento de Sena Marítimo. Estende-se por uma área de 7,05 km². Em 2010 a comuna tinha 650 habitantes (densidade: 92,2 hab./km²).